# Quentin Lespiaucq-Brettes

a Compétitions nationales et continentales officielles uniquement.

b Matchs officiels uniquement.
Dernière mise à jour le 25 avril 2024.
Quentin Lespiaucq-Brettes, né le 16 février 1995 à Mont-de-Marsan, est un joueur français de rugby à XV qui évolue au poste de talonneur.
Formé dans les Landes au sein de l'Union sportive mugronnaise, il fait ses premiers pas au niveau senior par l'intermédiaire du centre de formation de l'Union sportive dacquoise, en Pro D2. Il continue par la suite sa carrière professionnelle en Top 14 sous le maillot de la Section paloise pendant sept saisons, avant d'intégrer le Stade rochelais avec lequel il remporte la Champions Cup.

## Biographie

### Débuts sportifs dans les Landes
Quentin Lespiaucq-Brettes est formé à l'US Mugron, club de la commune de l'arrondissement dacquois,,, dès l'âge de 5 ans,,, jusqu'en catégorie minimes.
Il rejoint l'US Dax voisine en 2010, en catégorie cadets, ; lors des trois premières saisons, il évolue au pôle espoirs de Bayonne. En parallèle, il signe en 2013 un contrat de stage au centre de formation. Avant cette signature, il porte le maillot national des moins de 18 ans, participant au championnat d'Europe en mars 2013. Avec l'équipe de France, il s'incline en finale contre l'Angleterre.
Il intègre ensuite la promotion 2013-2014 Michel Serres du Pôle France et joue plusieurs matchs avec l'équipe de France des moins de 19 ans. La saison suivante, il fait partie de la nouvelle structure de formation nationale, le « Pôle France -20 ans ».

### Débuts professionnels en Pro D2
En club, lors de la saison 2014-2015, il joue son premier match professionnel dès la 1re journée de Pro D2, sur le terrain du Tarbes PR. Il dispute ainsi ses premiers matchs auprès d'autres de ses partenaires du centre de formation, Cyril Cazeaux et Olivier Klemenczak.
Non sélectionné pour le Tournoi des Six Nations des moins de 20 ans 2015, il porte malgré tout le maillot national en disputant plusieurs matchs avec l'équipe de France de rugby à sept « développement », dans le cadre d'un tournoi à Hong Kong se déroulant en marge des Hong Kong Sevens 2015, ainsi que celui de l'équipe de France universitaire. Il remporte avec cette dernière sélection le Tri-nations universitaire. Lespiaucq-Brettes est finalement retenu dans le groupe pour participer au championnat du monde junior 2015.

### Vers le Top 14 avec la Section paloise

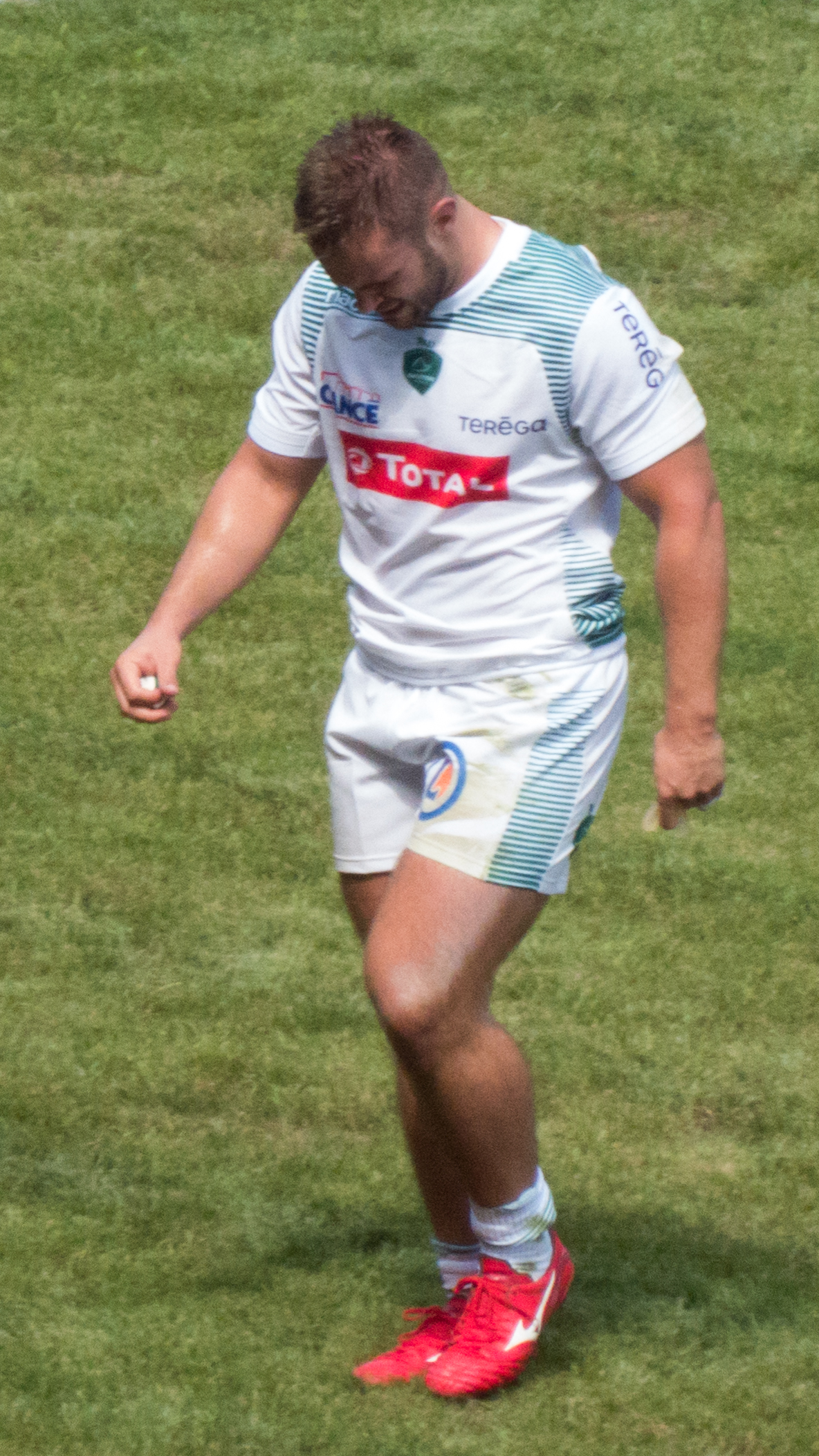
Quentin Lespiaucq-Brettes, en 2018, sous le maillot de la Section paloise.

Après de premiers contacts à l'automne avec Frédéric Gracianette, directeur du centre de formation de la Section paloise, après cinq saisons au sein de l'US Dax, Lespiaucq-Brettes signe à l'intersaison avec le club béarnais voisin, afin de se fixer de nouveaux objectifs,. Après une première prolongation en 2016 pour trois saisons, il est comptabilisé dans l'effectif du centre de formation pour la saison 2017-2018 mais compte de nombreuses apparitions au sein de l'équipe professionnelle.
En juin 2018, il est sélectionné pour jouer avec les Barbarians français qui affrontent les Crusaders puis les Highlanders en Nouvelle-Zélande. Il est remplaçant lors du premier test puis titularisé lors du second, les Baa-baas s'inclinent 42 à 26 à Christchurch puis 29 à 10 à Invercargill.
Régulièrement titularisé pendant la saison 2018-2019 malgré une blessure l'ayant éloigné des terrains pendant trois mois, Lespiaucq-Brettes hérite du brassard de capitanat. Il est par la suite pré-sélectionné au mois de mai dans la liste de 65 joueurs de Jacques Brunel en vue de la Coupe du monde, mais ne fait pas partie du groupe final appelé à disputer la compétition.
Il prolonge avec le club béarnais dès le mois d'octobre 2019, pour deux années supplémentaires.
En septembre 2021, il choisit de ne pas prolonger une nouvelle fois avec le club béarnais, privilégiant un contrat de trois saisons qui le lierait au Stade rochelais afin de se lancer un nouveau défi dans un effectif plus concurrentiel ; il avait déjà été contacté un an auparavant, dans l'éventualité d'une relégation sportive de la Section paloise. Sa septième et dernière saison sera marquée par une absence de cinq mois sur blessure.

### Nouveau cycle au Stade rochelais
Quentin Lespiaucq-Brettes se retrouve dans un effectif rochelais, entre-temps sacré champion d'Europe en titre, en concurrence avec le talonneur international Pierre Bourgarit ; il y retrouve également l'ouvreur Antoine Hastoy, lui aussi recruté depuis le Béarn cette saison, qu'il a côtoyé depuis le pôle espoirs de Bayonne et pendant toute sa carrière à Pau. Il dispute sa première rencontre avec les Maritimes dès l'ouverture du championnat. 
En novembre 2022, il est appelé avec les Barbarians français pour affronter les Fidji au stade Pierre-Mauroy.
Dès sa première saison en Charente-Maritime, Lespiaucq-Brettes remporte la Champions Cup, prenant part à la finale remportée contre le Leinster ; cet accomplissement représente alors son premier titre de sa carrière senior.
Lors de la saison 2023-2024, malgré l'absence de Pierre Bourgarit pour une grande partie de la saison, il est mis en concurrence avec Tolu Latu, talonneur prêté par le Montpellier HR. Son contrat expirant initialement en 2025 est finalement prolongé de deux années supplémentaires,.

## Palmarès

### En club
- Champions Cup :
  - Vainqueur : 2023 avec le Stade rochelais.
- Championnat de France :
  - Finaliste : 2023 avec le Stade rochelais.

### En sélection
- Championnat d'Europe des moins de 18 ans :
  - Finaliste : 2013.
- Tri-nations universitaire :
  - Vainqueur : 2015.